# 1 Dywizja Kanadyjska
1 Dywizja Kanadyjska (1st Canadian Division) kanadyjska dywizja pancerna istniejąca w latach 1914–1919, 1939–1945, 1954–1958, 1989–1999 oraz obecnie od 2010 r. Powstała oficjalnie 26 stycznia 1915 r. w Wielkiej Brytanii z kanadyjskich oddziałów ekspedycyjnych, które dotarły tam od momentu rozpoczęcia wojny w sierpniu 1914 r. Dywizja weszła do linii w marcu 1915 r. w okolicach Ypres. W kwietniu 1915 r. podczas drugiej bitwy pod Ypres była celem pierwszego niemieckiego ataku z masowym użyciem gazów bojowych na froncie zachodnim. Od września 1915 r. dywizja należała do nowo utworzonego Korpusu Kanadyjskiego. Dywizja walczyła nieprzerwanie do końca wojny, następnie brała udział w okupacji Nadrenii. Oddelegowana do Anglii na początku 1919 r., wróciła następnie do Kanady i została rozwiązana. Podczas Wielkiej Wojny dywizja straciła 15 055 zabitych, a 24 jej żołnierzy zdobyło odznaczenie Krzyż Wiktorii.
W 1939 r. dywizja został reaktywowana pod nazwą 1 Kanadyjska Dywizja Piechoty i brała udział w intensywnych ćwiczeniach w Wielkiej Brytanii. Po raz pierwszy została użyta bojowo w lipcu 1943 r. na Sycylii. Następnie wylądowała we Włoszech kontynentalnych, w Kalabrii. Dywizja zasłużyła się w czasie bardzo krwawej bitwy o Ortonę jesienią 1943 r. Brała udział także w czwartej bitwie pod Monte Cassino. W marcu 1945 r. została przeniesiona na front zachodni, gdzie walczyła do końca wojny o wyzwolenie Holandii. Później została rozwiązana.
W okresie zimnej wojny dywizja była formowana dwa razy: w 1954 r. (rozformowana w 1958 r.) oraz w 1989 r. (rozwiązana w 1999 r.). Po raz piąty 1 Dywizja Kanadyjska powstała w 2010 r.